# Precio de la gasolina y del diésel

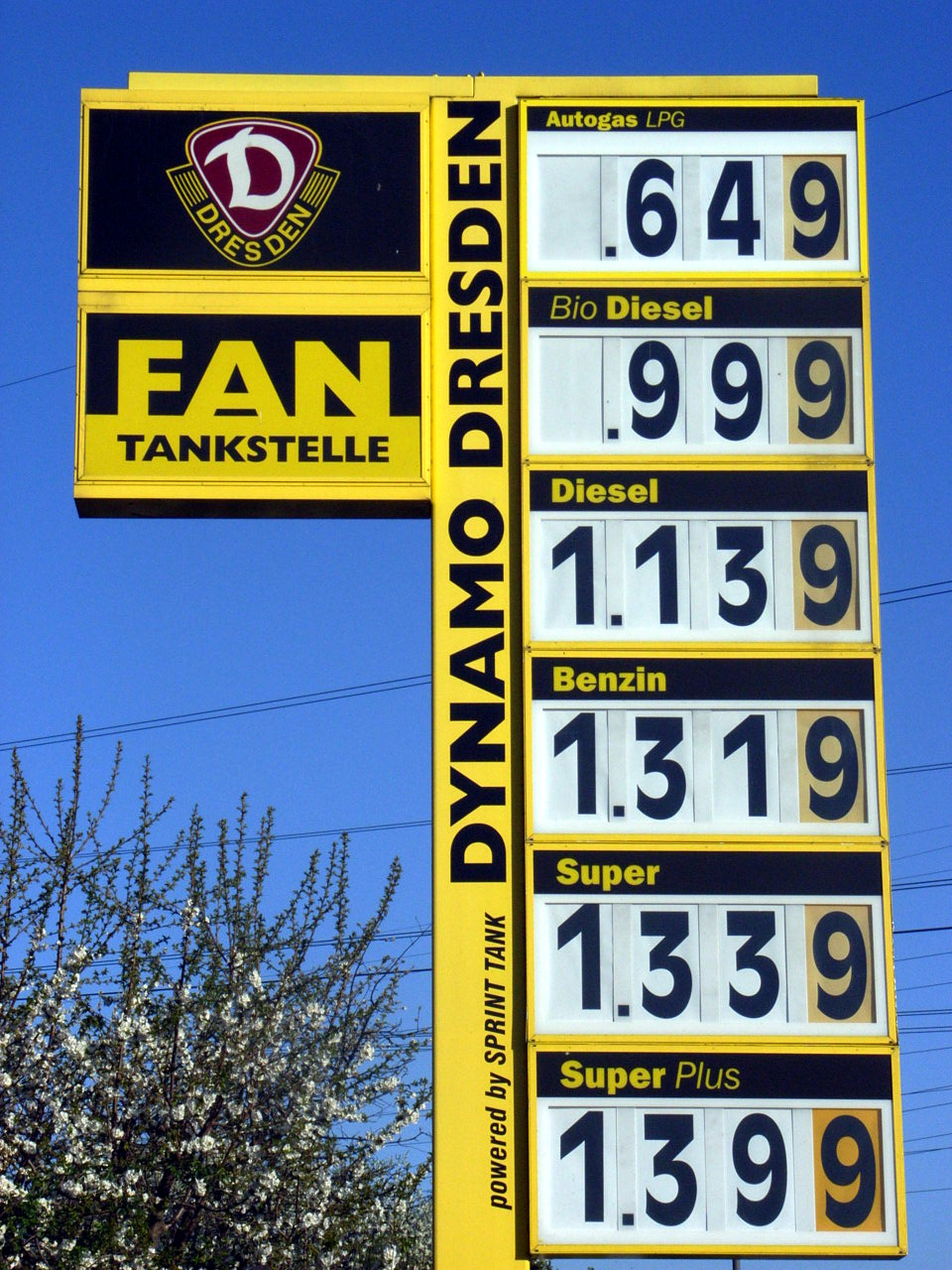
Precios de derivados del petróleo en una estación en Alemania.

El precio de la gasolina y del diésel (por ende también incluimos el biodiésel) es el valor que reciben dichos derivados del petróleo y dependen en gran medida del precio del petróleo, los costos de procesamiento y distribución, la demanda local, la fortaleza de la moneda local, los impuestos locales, y la disponibilidad de estaciones de servicio. 
Los precios de la gasolina y del diésel alrededor del mundo son similares, aunque existen casos en donde el precio puede tener variaciones debido a las políticas locales: en algunas regiones como en Europa y Japón, imponen altos impuestos a los derivados; mientras que otros como Arabia Saudita y Venezuela, subsidian el costo.

## Estados Unidos de América

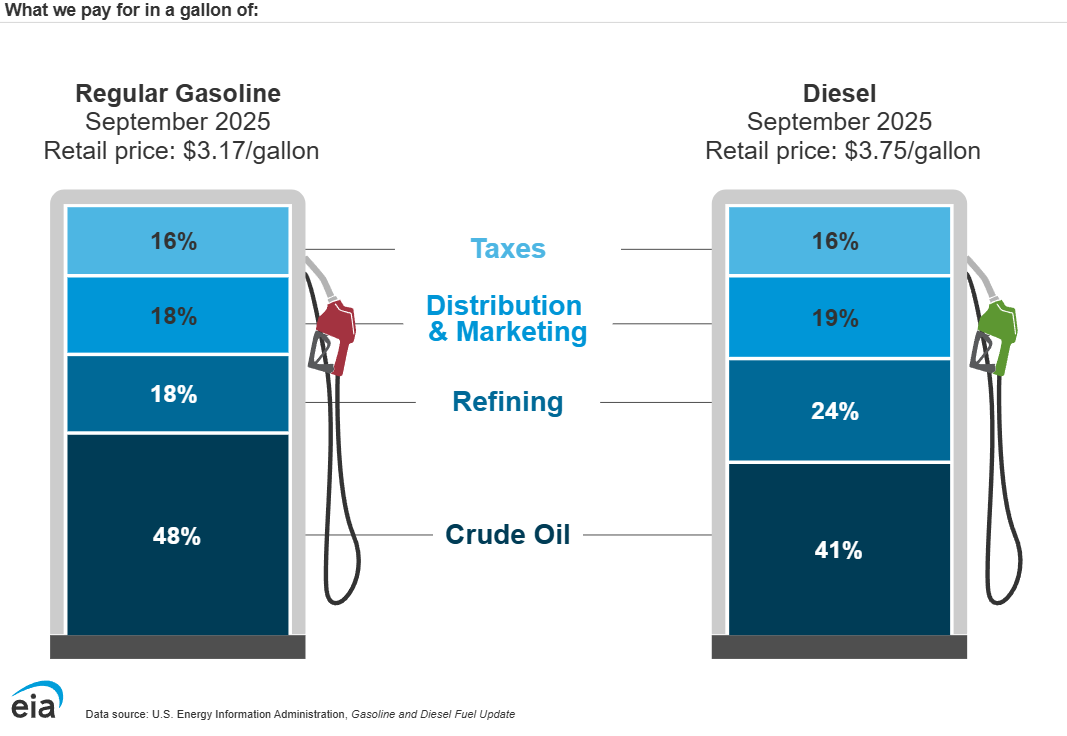
Porcentaje de costo para la gasolina y el diésel en EE. UU.

El consumo diario de petróleo en EE. UU. alcanzó los 18.87 millones de barriles en 2011, y según estimaciones de la Energy Information Administration, podría alcanzar los 18.96 millones de barriles en 2012. La demanda de gasolina ha bajado a un promedio diario de 8.75 millones de barriles en 2011 (aproximadamente 368 millones de galones diarios). La demanda diaria está estimada a bajar a 8.74 millones de barriles diarios en 2012. El público americano se desplaza en sus vehículos una distancia promedio de 53 kilómetros diarios. Como promedio el público americano consume unos 10.44 galones por semana. 
La gasolina representa el 44 % del consumo de derivados petroleros en los EE. UU. En el 2012 el costo del petróleo crudo representaba un 62 % del costo total de la gasolina; el proceso de refinamiento representaba un 12 % del coste final mientras que impuestos y costos de distribución representaban el 12 % y el 14 % respectivamente.

## Perú
El GLP en el Perú viene hacer el segundo combustible de mayor demanda seguido por el diésel y las naftas.

#### Gasolina y Gasoholes[3]
Antes de la cuarentena, el consumo diario de gasolina y gasoholes era de 52,000 barriles.Durante la cuarentena, este consumo se redujo significativamente a 17,000 barriles diarios.

#### Diesel[4]
Antes de la cuarentena, el consumo diario de diesel era de 114,000 barriles. Durante la cuarentena, este consumo se redujo a 45,000 barriles diarios1.

#### GLP (Gas Licuado de Petróleo)[5]
El GLP, que abastece a 8 de cada 10 hogares peruanos, tiene un consumo diario de 58,6 miles de barriles. El tercer lugar están las naftas con 48,43 MBPD